# Fronteira dos Vales
Fronteira dos Vales es un municipio brasileño del estado de Minas Gerais. Su población estimada en 2009 era de 4.977 habitantes.
Sus principales ríos son: Pampã y Alcobaça.